# Брољи
Брољи (фр. Broglie) насеље је и општина у северној Француској у региону Горња Нормандија, у департману Ер која припада префектури Берне.
По подацима из 2011. године у општини је живело 1098 становника, а густина насељености је износила 137,94 становника/km². Општина се простире на површини од 7,96 km². Налази се на средњој надморској висини од 142 метара (максималној 197 m, а минималној 132 m).

## Демографија
| 1962. | 1968. | 1975. | 1982. | 1990. | 1999. | 2011. |
| ----- | ----- | ----- | ----- | ----- | ----- | ----- |
| 1.045 | 1.051 | 1.132 | 1.126 | 1.168 | 1.105 | 1.098 |

График промене броја становника у току последњих година